# F-117A Nighthawk Stealth Fighter 2.0
F-117A Nighthawk Stealth Fighter 2.0 — авиасимулятор боевого самолёта американских ВВС F-117, выполненного по технологии стелс, от компании Microprose. Игра считается продолжением игры F-19 Stealth Fighter, поэтому содержит в названии цифру «2.0».
В декабре 1992 года игра была портирована на NES.
В октябре 2014 года игра была выпущена в Steam.

## Игровой процесс
Игра делится на 5 регионов, которые представляют собой уровни сложности: от самого простого — на Ближнем Востоке — до самого сложного — в Европе. Также возможен выбор реалистичности игры:
- 2 (реально) или 4 (виртуально) бомбовых отсеков.
- Три уровня сложности приземления:
  1. При приводнении самолёт продолжает полёт на нулевой высоте, а при приземлении «отпрыгивает» от земли на 100 метров;
  2. При выпущенном шасси, при приземлении катится по любой поверхности, при не выпущенном — разбивается;
  3. При любом касании земли вне аэродрома (как и на нём с не выпущенным шасси или без строгого соблюдения правил посадки) авиакатастрофа неминуема.
- Уровень тренировки (только Ближний Восток, уровень приземления — 1, топливо бесконечное) или полноценный набор лётных возможностей, приближённые к реальным, и возможность начать боевые вылеты в любом из регионов.

Чтобы начать играть, игроку предлагается определить марку самолёта, представленного на экране. При правильном решении задачи игрок переходит к меню выбора лётчика, миссии, а по выполнению оных начисляются очки, звания и медали. При неправильном — тренировка, начисление очков не производится, звания не присваиваются, полёты только на Ближнем Востоке.
Далее появляется окно выбора действий: комната назначения на самолёт, комната получения боевого задания, комната заказа вооружения самолёта, и второстепенные комнаты. После посещения комнаты брифинга (лётного задания) можно повторно посетить арсенал или же прямиком направиться в ангар, откуда начнётся вылет.
Задания делятся на три части: основная цель, второстепенная и приземление. При вылете на задание в бортовом компьютере самолёта доступны путевые точки, по которым автопилот ведёт самолёт к цели. На самом простом уровне сложности нужно выбрать лишь автопилот, а при подлёте к цели зафиксировать её, открыть бомболюк, запустить ракету или сбросить бомбу, закрыть бомболюк, убедиться, что цель поражена и продолжить путь к следующей цели. На более сложных заданиях придётся столкнуться лицом к лицу с асами, которые могут сбить самолёт. Если не успеть катапультироваться, то либо после аварийной посадки игрока пленят и незамедлительно вернут на базу (фотография газеты с будет выведена на экран), либо он погибнет. При катапультировании всё зависит от того, над чьей территорией игрок катапультировался.
При посадке учитывается тип сложности. При выпущенном шасси что на первом, что на втором уровне сложности посадки, посадка будет произведена в любом случае. При третьем нужно учитывать скорость, угол касания земли, положения закрылок и прочих факторов. В данном случае система ИЛС помогает направить самолёт на аэродром.
После окончания миссии выводится карта местности, трасса и запись полёта с указанием ключевых событий миссии (игроком выпущена ракета; цель поражена; игрока обнаруживают радары ПВО противника; по игроку стреляют с самолёта или поверхности; попадание по самолёту, посадка или авиакатастрофа).

## Оценки и мнения
| Иноязычные издания | Иноязычные издания |
| Издание            | Оценка             |
| ------------------ | ------------------ |
| ACE                | 895                |
| The Games Machine  | 92 %               |